# Курако-де-Велес
Курако-де-Велес (ісп. Curaco de Vélez) — селище в Чилі. Адміністративний центр однойменної комуни. Населення — 891 осіб (2002). Селище і комуна входить до складу провінції Чилое і регіону Лос-Лагос.
Територія комуни — 80 км². Чисельність населення — 3738 мешканців (2007). Щільність населення — 46,73 чол./км².

## Розташування
Селище розташоване на острові Чилое за 120 км на південний захід від адміністративного центру регіону міста Пуерто-Монт та за 14 км на схід від адміністративного центру провінції міста Кастро.
Комуна межує:
- на півночі — з комуною Далькауе
- на сході — з комуною Кінчао
- на південному заході — з комуною Кастро

## Демографія
Згідно з даними, зібраними під час перепису Національним інститутом статистики, населення комуни становить 3738 осіб, з яких 1859 чоловіків та 1879 жінок.
Населення комуни становить 0,47 % від загальної чисельності населення регіону Лос-Лагос. 100 % відноситься до сільського населення і 0 % — міське населення.